# Digitaria stewartiana
Digitaria stewartiana är en gräsart som beskrevs av Norman Loftus Bor. Digitaria stewartiana ingår i släktet fingerhirser, och familjen gräs. Inga underarter finns listade i Catalogue of Life.